# روبرت كامبل (رجل أعمال)
روبرت كامبل (بالإنجليزية: Robert Campbell)‏ هو شخصية أعمال أمريكي، ولد في 12 فبراير 1804 في مقاطعة تيرون في المملكة المتحدة، وتوفي في 10 أكتوبر 1879 في سانت لويس في الولايات المتحدة.